# John Field Fraser Oakeshott
John Field Fraser Oakeshott, britanski general, * 2. september 1899, † 1957.